# Georgika Wesly Djengue Moune
Georgika Wesly Djengue Moune (21 de agosto de 1999) es una deportista camerunesa que compite en judo.
Ganó dos medallas en los Juegos Panafricanos de 2023 y cuatro medallas en el Campeonato Africano de Judo entre los años 2022 y 2025.

## Palmarés internacional
| Juegos Panafricanos | Juegos Panafricanos      | Juegos Panafricanos | Juegos Panafricanos |
| Año                 | Lugar                    | Medalla             | Categoría           |
| ------------------- | ------------------------ | ------------------- | ------------------- |
| 2023                | Acra (Ghana)             | Medalla de bronce   | –78 kg              |
| 2023                | Acra (Ghana)             | Medalla de bronce   | Equipo mixto        |
| Campeonato Africano |                          |                     |                     |
| Año                 | Lugar                    | Medalla             | Categoría           |
| 2022                | Orán (Argelia)           | Medalla de bronce   | –78 kg              |
| 2023                | Casablanca (Marruecos)   | Medalla de plata    | –78 kg              |
| 2024                | El Cairo (Egipto)        | Medalla de plata    | –78 kg              |
| 2025                | Abiyán (Costa de Marfil) | Medalla de bronce   | –78 kg              |